# 하라촌 (후쿠오카현)
하라촌(原村)은 후쿠오카현 사와라군에 있던 촌이다. 현재의 후쿠오카시 사와라구에 해당한다.

## 역사
- 1889년 4월 1일 - 정촌제 시행에 의해 사와라군 하라촌이 성립하였다.
- 1929년 4월 1일 - 후쿠오카시에 편입되었다.